# Julius Czwalina
Julius Eduard Czwalina (* 22. Januar 1810 in Tolks bei Bartenstein, Ostpreußen; † 22. Februar 1896 in Danzig) war ein deutscher Mathematiklehrer und Freimaurer.

## Leben
Czwalinas Vater war Gutspächter von Tolks bei Bartenstein. Julius besuchte ab 1819 die Stadtschule von Schippenbeil und, unterstützt vom Schul- und Konsistorialrat Gustav Friedrich Dinter, die Herzog-Albrechts-Schule (Rastenburg). Dort wohnte er beim Oberlehrer Weyl. Er immatrikulierte sich zum Sommersemester 1830 an der Albertus-Universität Königsberg für Mathematik und hörte bei Friedrich Wilhelm Bessel und Carl Gustav Jacob Jacobi. Am 14. Juni 1830 gehörte Czwalina mit Orlando Gortzitza, Ludwig Schadebrodt, Benjamin Stiller, Friedrich Wilhelm Kalau von dem Hofe und sieben anderen Studenten zu den Stiftern des Corps Masovia. Nach dem Examen war er Lehrer am Collegium Fridericianum. Im Frühjahr 1836 kam er als Oberlehrer an die Danziger Johannisschule, ein späteres Realgymnasium. Im Herbst desselben Jahres wurde ihm die 7. ordentliche Lehrerstelle des Akademischen Gymnasiums Danzig angetragen, die er Neujahr 1837 antrat. 1840 kam er auf die 6. Stelle. 1856 wurde er auf die 5. Stelle berufen und zum Gymnasialprofessor ernannt. 1885 pensioniert, wurde sein 50-jähriges Amtsjubiläum in Danzig gefeiert. Als Masovia 1890 das 60. Stiftungsfest feierte, hielt er mit 80 Jahren beim Festakt in der Aula der Albertus-Universität die Festrede. Dem Corps widmete er ein schönes Gedicht:
Masovia vivat floreat crescat!
Die Treue ist der Halt bei Lust und Schmerzen
  Für uns, ob Wolken ziehen trüb und nächtig,
  Ob Himmelsblau uns lacht, und farbenprächtig
  Die Erde schmückt mit seinen Strahlenkerzen.

Und Liebe, Frühlingssonnenschein der Herzen,
  Du Himmelskind, wenn auch nicht stets bedächtig,
  So doch im Dienen, Dulden, Helfen mächtig,
  Verlaß uns nicht bei Sorgen, nicht bei Scherzen.

Doch beide müssen in des Herzens Reinheit
  Erblüh´n, soll ihre Farbe nicht erbleichen,
 Und Blau-Weiß-Rot für uns ein schönes Zeichen
  Sein von Masovias unlösbarer Einheit.

Dann bleibt für alle Zeit an uns gebunden,
  Wem blau-weiß-rotes Band umwunden.
1896 starb Czwalina mit 86 Jahren. Sein gleichnamiger Sohn wurde Gymnasiallehrer in Moers und Bochum.

## Freimaurerei
Czwalina war engagierter Freimaurer. Er wurde am 12. März 1837 in der Freimaurerloge „Zur Einigkeit“ in Danzig aufgenommen. Er wurde 1842 Redner, 1845 Zugeordneter Meister vom Stuhl und 1848 Meister vom Stuhl, ein Amt, das er über 50 Jahre bis zu seinem Tod innehatte.
Zwei Stiftungen waren nach ihm benannt: Die Czwalina-Stiftung der Loge „Zur Einigkeit“ zur Unterstützung unversorgter Töchter verstorbener Mitglieder und die Czwalina-Gymnasial-Stiftung, welche ebenfalls von der Loge verwaltet wurde.

## Auszeichnungen
- Roter Adlerorden 4. Klasse (10. September 1879)
- Königlicher Kronen-Orden (Preußen) 3. Klasse (1. Oktober 1885)

## Schriften
- 1833: De motu corporum coelestium in medio resistente dissertatio. Doktorarbeit bei Ludwig Adolf Sohncke.
- 1842:[10] Über Abhängigkeit und Bestimmung der Coeffizienten in der Entwicklung des Ausdrucks {\displaystyle \int d\varphi /{\sqrt {a+b\cos \varphi +c\sin \varphi +d\cos ^{2}\varphi +e\sin \varphi \cos \varphi +f\sin ^{2}\varphi }}}
- 1855:[11] Über die Wurzeln zweier Gleichungen zweiter Ordnung von der Form 
 {\displaystyle 0=a+bx+cy+dx^{2}+exy+fy^{2}} & {\displaystyle 0=a'+b'x+c'y+d'x^{2}+e'xy+f'y^{2}}
- 1858: Theoremata de secundi ordinis superficie nonnulla cum disciplinae mathematicae elementis

In der Urheberschaft zweifelhaft ist Bruchstücke einer Geschichte des Schulwesens im ehemaligen Polen, namentlich im Posenschen (1837). Es gab wohl noch einen gleichnamigen Philologen.